# Boschet
Boschet (en francès Bouchet) és un municipi francès situat al departament de la Droma i a la regió d'Alvèrnia-Roine-Alps. L'any 2007 tenia 1.021 habitants.

## Demografia

### Població
El 2007 la població de fet de Bouchet era de 1.021 persones. Hi havia 391 famílies de les quals 101 eren unipersonals (34 homes vivint sols i 67 dones vivint soles), 143 parelles sense fills, 139 parelles amb fills i 8 famílies monoparentals amb fills.
La població ha evolucionat segons el següent gràfic:
Habitants censats

### Habitatges
El 2007 hi havia 543 habitatges, 408 eren l'habitatge principal de la família, 109 eren segones residències i 26 estaven desocupats. 449 eren cases i 46 eren apartaments. Dels 408 habitatges principals, 305 estaven ocupats pels seus propietaris, 82 estaven llogats i ocupats pels llogaters i 21 estaven cedits a títol gratuït; 11 tenien una cambra, 23 en tenien dues, 38 en tenien tres, 105 en tenien quatre i 231 en tenien cinc o més. 317 habitatges disposaven pel capbaix d'una plaça de pàrquing. A 169 habitatges hi havia un automòbil i a 206 n'hi havia dos o més.

### Piràmide de població
La piràmide de població per edats i sexe el 2009 era:
| Homes | Edats   | Dones |
| ----- | ------- | ----- |
| 0     | 95 o +  | 4     |
| 0     | 90 a 94 | 0     |
| 0     | 85 a 89 | 4     |
| 4     | 80 a 84 | 12    |
| 16    | 75 a 79 | 20    |
| 20    | 70 a 74 | 16    |
| 16    | 65 a 69 | 24    |
| 16    | 60 a 64 | 8     |
| 24    | 55 a 59 | 24    |
| 20    | 50 a 54 | 24    |
| 20    | 45 a 49 | 28    |
| 44    | 40 a 44 | 28    |
| 24    | 35 a 39 | 16    |
| 32    | 30 a 34 | 20    |
| 16    | 25 a 29 | 24    |
| 12    | 20 a 24 | 8     |
| 32    | 15 a 19 | 16    |
| 24    | 10 a 14 | 12    |
| 8     | 5 a 9   | 8     |
| 16    | 0 a 4   | 16    |

## Economia
El 2007 la població en edat de treballar era de 649 persones, 488 eren actives i 161 eren inactives. De les 488 persones actives 445 estaven ocupades (252 homes i 193 dones) i 43 estaven aturades (16 homes i 27 dones). De les 161 persones inactives 56 estaven jubilades, 48 estaven estudiant i 57 estaven classificades com a «altres inactius».

### Ingressos
El 2009 a Bouchet hi havia 436 unitats fiscals que integraven 1.117,5 persones, la mediana anual d'ingressos fiscals per persona era de 18.016 €.

### Activitats econòmiques
Dels 53 establiments que hi havia el 2007, 1 era d'una empresa extractiva, 1 d'una empresa alimentària, 2 d'empreses de fabricació d'altres productes industrials, 13 d'empreses de construcció, 8 d'empreses de comerç i reparació d'automòbils, 1 d'una empresa de transport, 6 d'empreses d'hostatgeria i restauració, 5 d'empreses immobiliàries, 7 d'empreses de serveis, 1 d'una entitat de l'administració pública i 8 d'empreses classificades com a «altres activitats de serveis».
Dels 25 establiments de servei als particulars que hi havia el 2009, 1 era una oficina de correu, 2 tallers de reparació d'automòbils i de material agrícola, 5 paletes, 3 guixaires pintors, 2 fusteries, 2 electricistes, 3 perruqueries, 3 restaurants, 2 agències immobiliàries i 2 salons de bellesa.
Dels 2 establiments comercials que hi havia el 2009, 1 era una botiga de menys de 120 m² i 1 una fleca.
L'any 2000 a Bouchet hi havia 48 explotacions agrícoles que ocupaven un total de 696 hectàrees.

## Equipaments sanitaris i escolars
El 2009 hi havia una escola elemental.

## Poblacions properes
El següent diagrama mostra les poblacions més properes.